# Anemocoria
En botánica se llama anemocoria a la forma de dispersión de los propágulos en la que es el viento el que produce el transporte. 

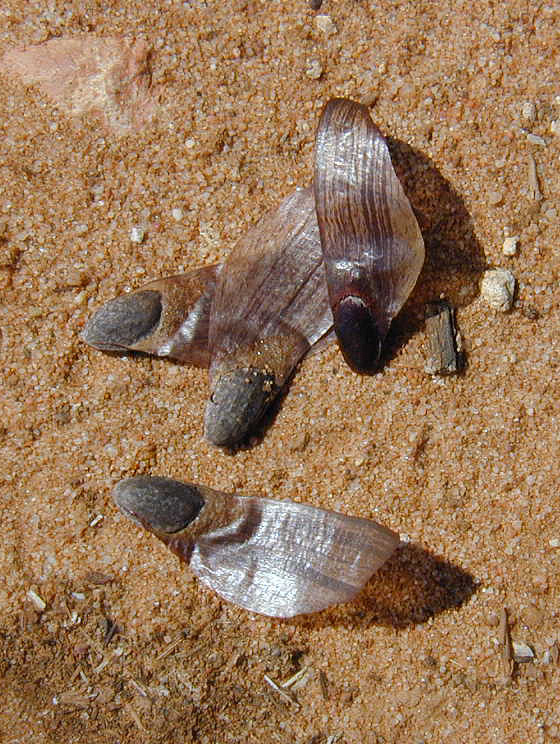
Semillas aladas de pino

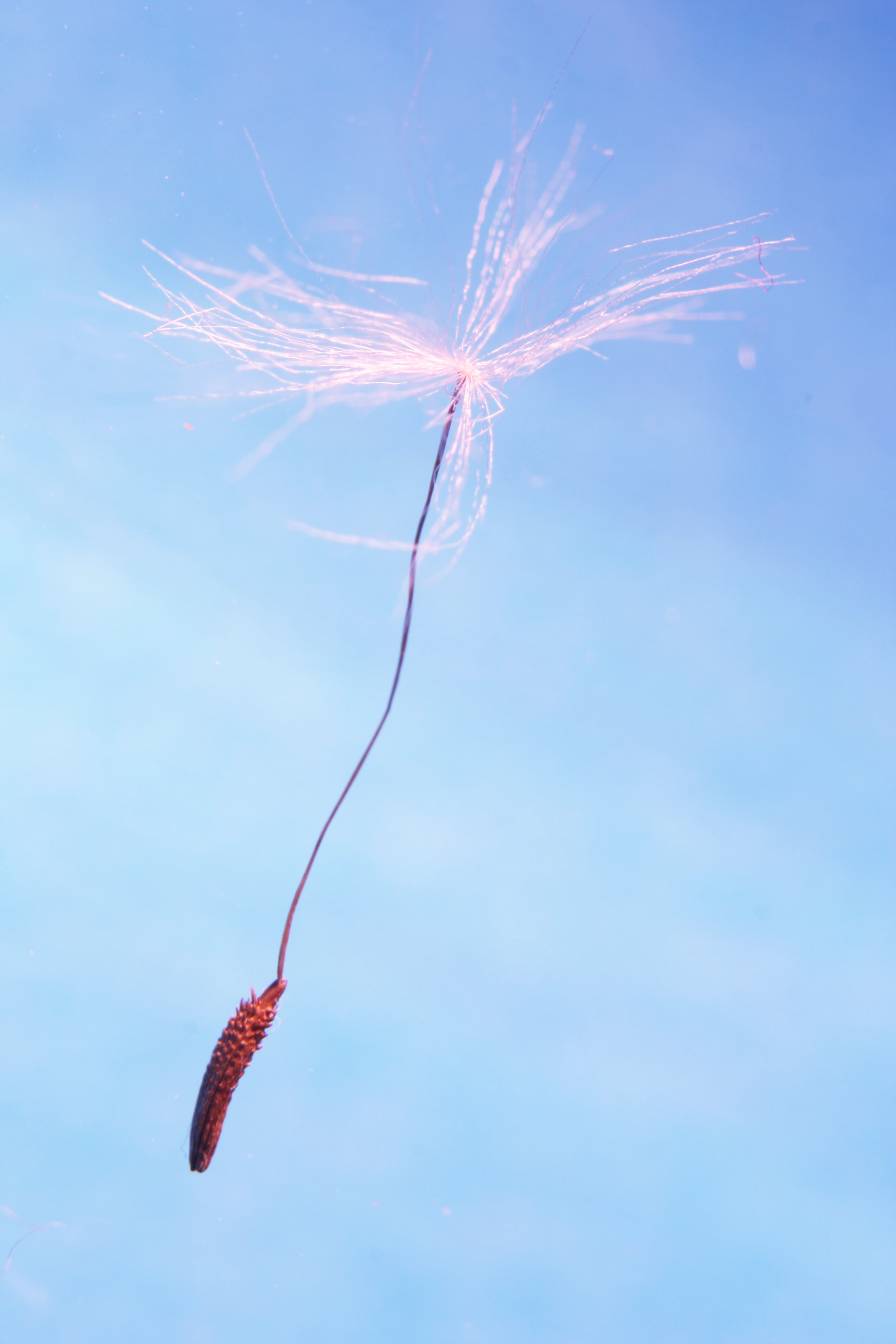
Semilla de Taraxacum officinale

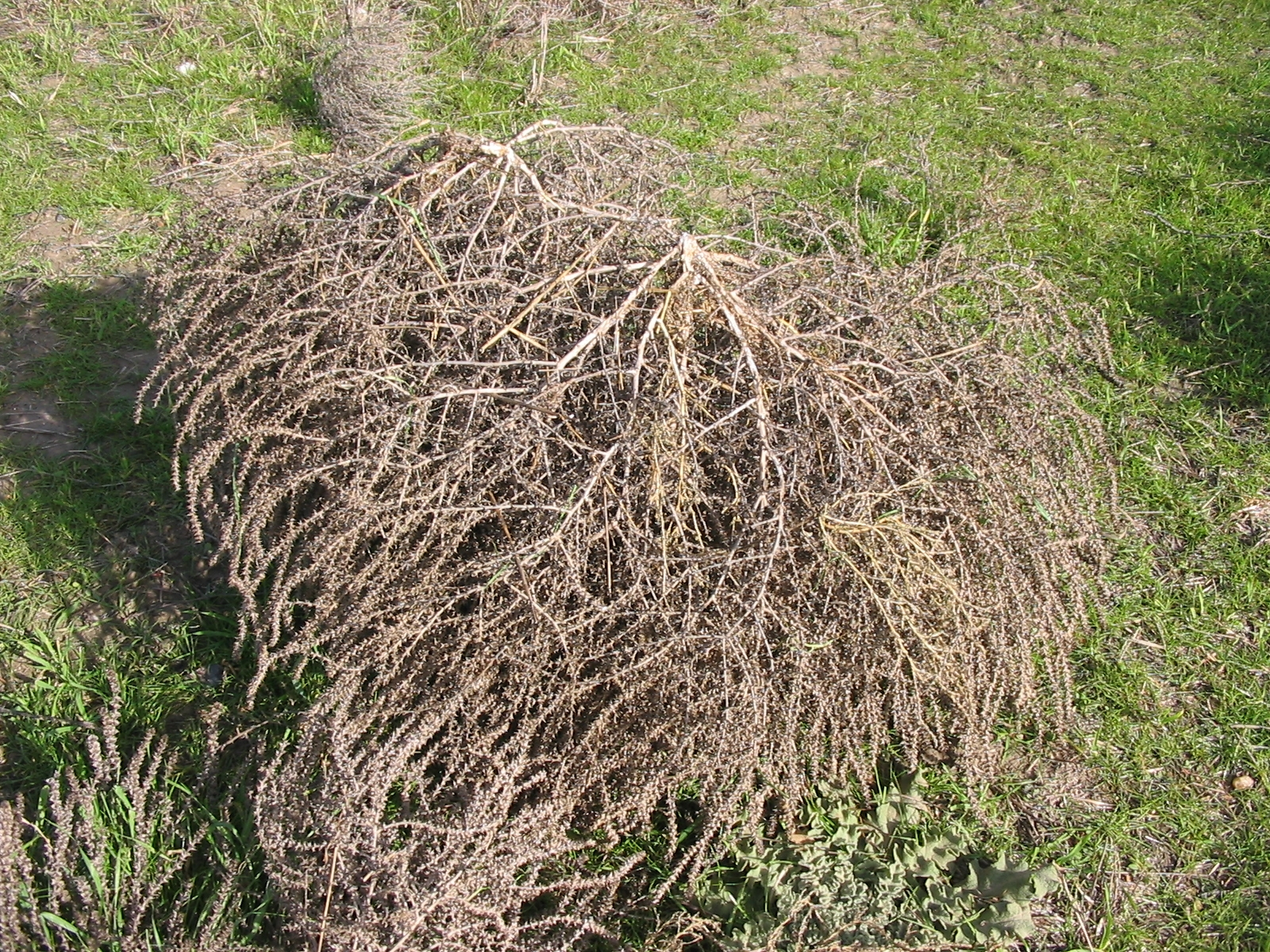
Barrilla seca arrastrada por el viento

Las plantas producen propágulos en forma de semillas, desnudas o acompañadas por partes derivadas de otros órganos, que idealmente deben dispersarse a cierta distancia. La ventaja obtenida de la dispersión lejana es múltiple: la especie encuentra una oportunidad de extender su área; los pies que crecen juntos no estarán tan emparentados (no serán tan “consanguíneos”) lo que aumentará el vigor de su progenie común; los nuevos individuos no competirán por el espacio y los nutrientes con la planta madre.
Hay varias formas de promover el alejamiento de los propágulos, que permiten distinguir sobre todo la zoocoria (dispersión con auxilio de animales) y la anemocoria.
La anemocoria se basa en general en semillas pequeñas y secas dotadas o acompañadas de estructuras que aumentan su superficie y su rozamiento con el aire. Los dos casos más comunes son:
- Semillas o frutos alados. Los pinos presentan semillas que cuando se desprenden de la bráctea tectriz (la escama) van acompañadas de un ala. Se llama sámaras a frutos de tipo aquenio pero alados. Los frutos de los arces llevan un ala asimétrica, alabeada y dotada de un borde de ataque, semejante en todo a una de las palas de una hélice aeronáutica,  que, mientras el fruto cae, provoca un movimiento de giro que retarda la llegada al suelo, favoreciendo el alejamiento. Algo parecido se observa en las semillas del árbol Gyrocarpus.
- Se llama vilanos a las expansiones formados por pelos flexibles o ríqidos que acompañan a la semilla o fruto. Los vilanos permiten incluso que el viento levante al propágulo, transportándolo a grandes distancias. Muchas compuestas, como los dientes de león (Taraxacum) forman pequeños frutos monospermos y secos (aquenios) que cuelgan de un vilano. Hay un gran número de casos en los que las semillas, muy pequeñas, aparecen envueltas por una masa algodonosa. Es el caso de los chopos (Populus), los sauces (Salix) o las espadañas (Typha).

Un caso especial de anemocoria es el de las plantas llamadas estepicursoras, que se dejan trasladar enteras. Es el caso de las barrillas (Salsola), que se desarraigan y son llevadas rodando por el viento, a la vez que van desprendiendo sus semillas.